# Neuvic-Entier
Neuvic-Entier – miejscowość i gmina we Francji, w regionie Nowa Akwitania, w departamencie Haute-Vienne.
Według danych na rok 1990 gminę zamieszkiwało 1045 osób, a gęstość zaludnienia wynosiła 27 osób/km² (wśród 747 gmin Limousin Neuvic-Entier plasuje się na 122. miejscu pod względem liczby ludności, natomiast pod względem powierzchni na miejscu 88.).

## Populacja

Populacja Neuvic-Entier w latach 1962–2008